# Гітіріс
Гітіріс (гал. Guitiriz, ісп. Guitiriz) — муніципалітет в Іспанії, у складі автономної спільноти Галісія, у провінції Луго. Населення — 5896 осіб (2009).
Муніципалітет розташований на відстані близько 470 км на північний захід від Мадрида, 33 км на північний захід від Луго.
Муніципалітет складається з таких паррокій: Бесін, О-Буріс, Лабрада, Лагостельє, Маріс, Ас-Неградас, Парга, Педрафіта, Пігара, Рока, Сан-Брейшо-де-Парга, Сан-Сальвадор-де-Парга, Санта-Крус-де-Парга, Санта-Локайя-де-Парга, Санта-Марінья-де-Лагостельє, Траспарга, Вілар, Ос-Віларес.

## Демографія
Динаміка населення (INE ):

## Галерея зображень

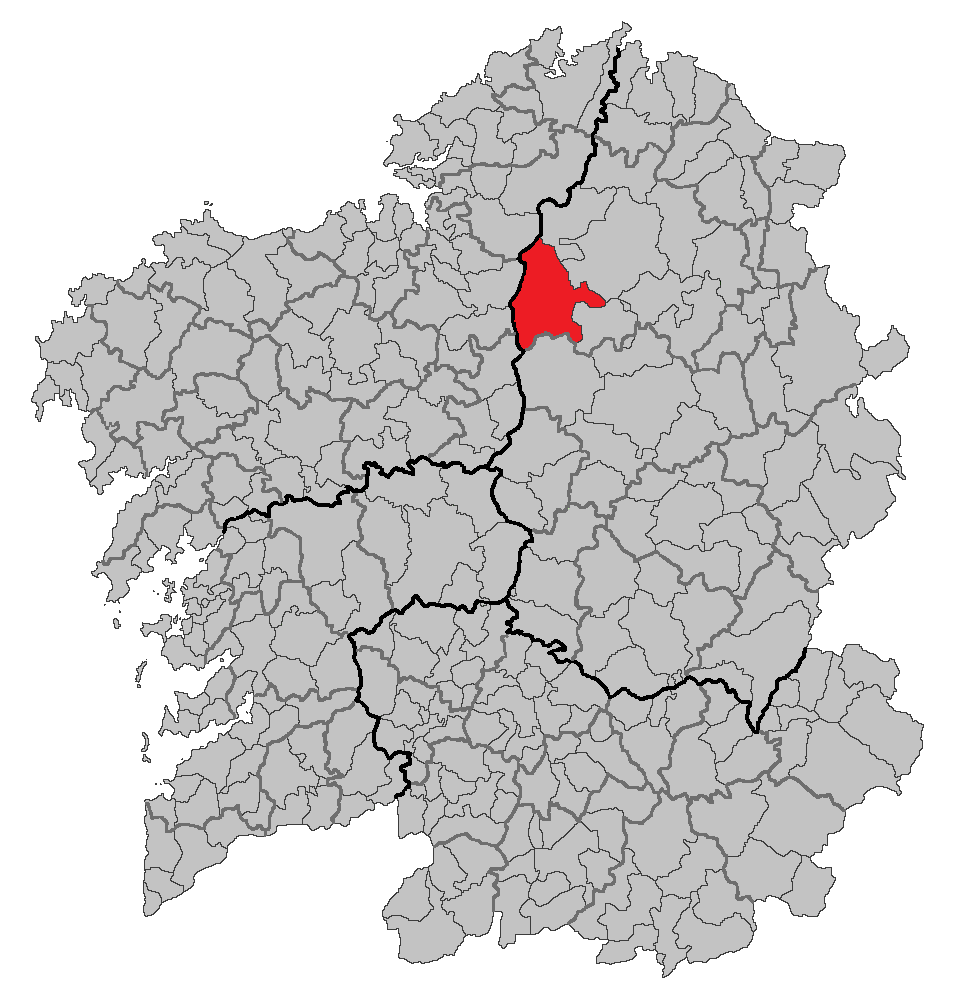
Розташування муніципалітету

## Парафії
Муніципалітет складається з таких парафій: 

## Релігія
Гітіріс входить до складу Лугоської діоцезії Католицької церкви.